# 巴安府
巴安府，清朝末年设置的府。
光緒三十三年（1907年）改巴塘為巴安直隸廳，設同知，於裏塘地方設順化縣，於鄉城地方設定鄉縣，隸廳屬，領縣二。光绪三十四年（1908年）或宣統三年（1911年）巴安直隸廳升為巴安府，除所屬定鄉縣外，以所屬順化縣改為裏化廳，往屬康定府；於三壩地方置三壩廳，設通判；於鹽井地方設鹽井縣；並隸府屬，領廳一縣三。尋又以府東北隅之臨卡石土人來歸，以其地歸併入三壩廳，仍領廳一縣三。辛亥革命后，于1913年全国废府州厅改县，故废。